# Nanta
Nanta (en coréen : 난타) est une comédie musicale coréenne produite par l'entreprise PMC Production et sortie au théâtre le 18 octobre 1997 à Séoul. La particularité de Nanta est d'être une représentation sans parole (hormis quelques mots en anglais), suivant l'exemple de Stomp en Angleterre et du Blue Man Group. Nanta y a en outre incorporé le rythme du samul nori (musique traditionnelle coréenne) et des objets insolites (couteau de cuisine, bidon d'eau...), le tout dans un but comique,. La pièce jouit aujourd'hui d'une grande popularité et a été jouée dans le monde entier.

## Synopsis
L'histoire commence avec trois cuisiniers plutôt pressés en train de préparer un grand banquet pour un mariage. De plus, leur responsable leur impose son neveu (un apprenti-cuisinier) en leur priant de lui apprendre le métier. Les trois protagonistes comprennent cependant rapidement que le neveu est un incompétent.

## Théâtres

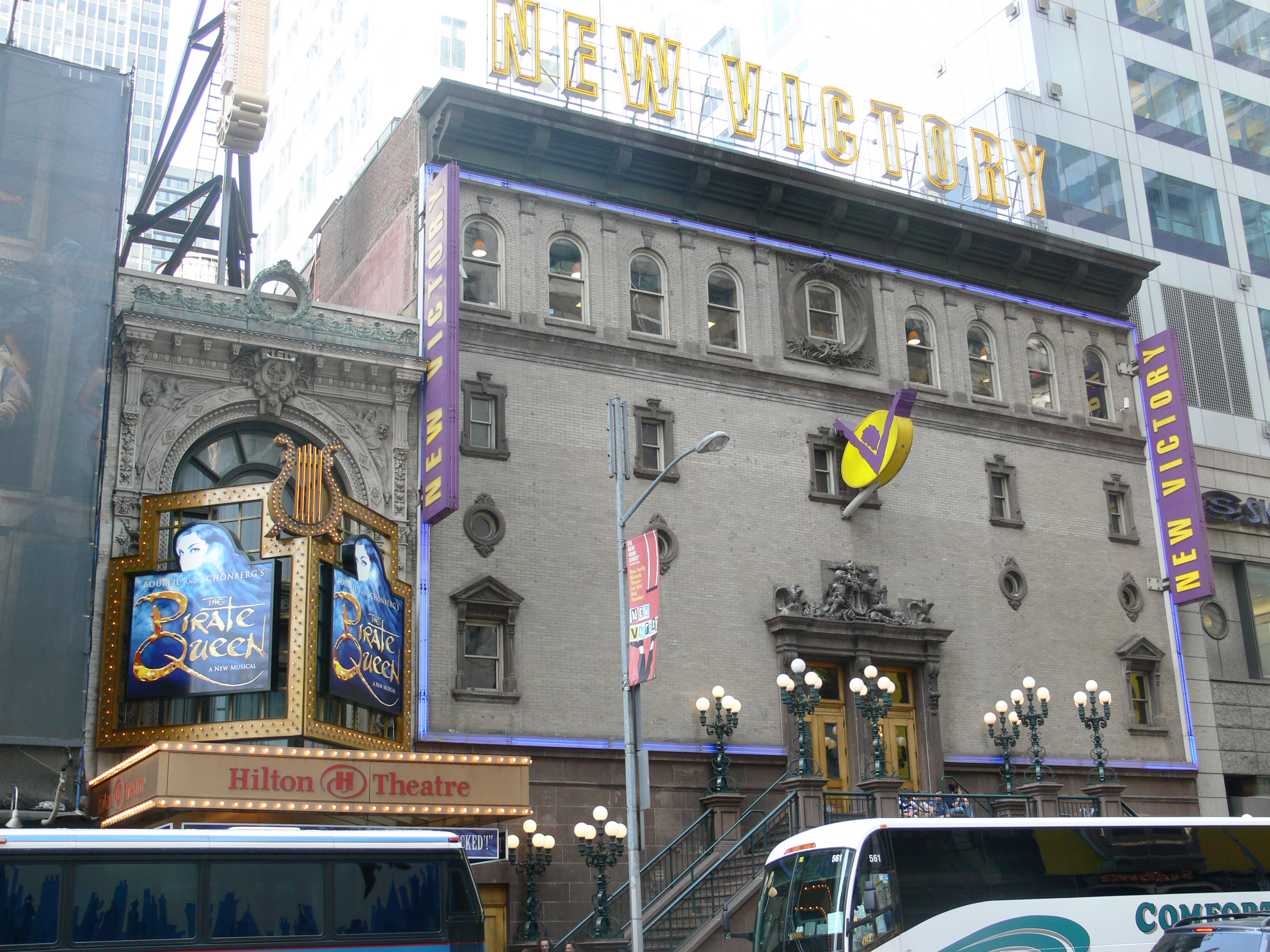
New Victory Theatre de New York, où Nanta a été jouée

Nanta est jouée dans trois théâtres coréens de Séoul et un de Jeju. Cependant, de nombreuses représentations ont eu lieu à l'étranger, notamment à Broadway en 2004 ou au Edinburgh Festival Fringe en 1999,,.